# Erwin Axer

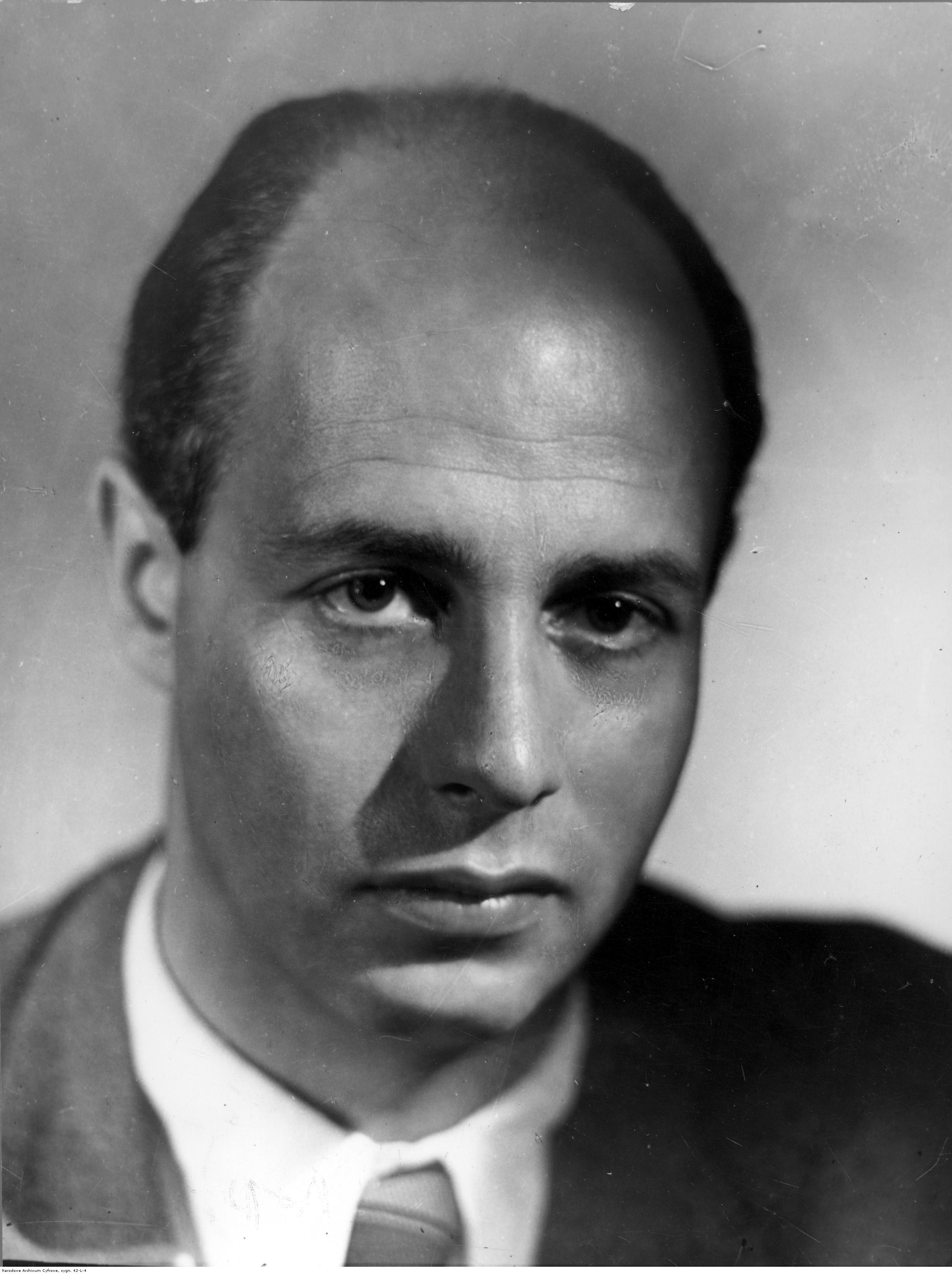
Erwin Axer

Erwin Axer (* 1. Januar 1917 in Wien; † 5. August 2012 in Warschau) war ein polnischer Theaterregisseur, Feuilletonist und Memoirenschreiber. Er war lange Jahre Intendant des Zeitgenössischen Theaters (Teatr Współczesny) in Warschau. Sein Sohn ist der Altphilologe Jerzy Axer.

## Leben
1917 in Wien geboren, war seine erste Sprache Deutsch. 1920 verließen seine polnisch-jüdischstämmigen Eltern Wien und gingen nach Lemberg, wo er seine Kindheit und Jugend verbrachte. Nach seinem Abitur 1935 studierte er in Warschau Regie unter Leon Schiller am Staatlichen Theaterinstitut (PIST) und assistierte erstmals 1936 bei einer Theateraufführung. 1937 debütierte er als Regisseur mit dem Einakter Moon of the Caribbees von Eugene O’Neill. 1939 erhielt er sein Regisseurdiplom. Zu Beginn des Zweiten Weltkriegs war er zurück in Lemberg und arbeitete dort am Theater. Er nahm im August 1944 am Warschauer Aufstand als Fotoreporter teil und geriet dann in deutsche Kriegsgefangenschaft, wodurch er nach Deutschland (Stalag XI A in Altengrabow) verschleppt wurde.
Nach dem Krieg begann er mit der Arbeit an dem Kammertheater in Łódź. 1947 übernahm er eine Lehrfunktion an der Staatlichen Hochschule für Theater in Łódź und ab 1949 in Warschau. Das Ensemble des Theaters übersiedelte mit ihm 1949 nach Warschau, wo er 1954 die Leitung des Zeitgenössischen Theaters übernahm. Er blieb bis 1980 der Intendant dieses Theaters. 1950 begann seine Zusammenarbeit mit der Zeitschrift Teatr (Theater), für die er bis 1970 ein festes Feuilleton unter dem Titel Listy ze sceny (Briefe von der Bühne) schrieb. Zwischen 1954 und 1958 war er außerdem Intendant des polnischen Nationaltheaters in Warschau. Ab 1962 reiste er ins Ausland, um an europäischen Bühnen zu inszenieren. Seine deutschsprachigen Inszenierungen wurden regelmäßig zum Berliner Theatertreffen eingeladen. Vor allem seine Arbeiten am Burgtheater in seiner Geburtsstadt Wien und am Düsseldorfer Schauspielhaus wurden berühmt.
Neben seiner Arbeit als Regieprofessor an der Warschauer Theaterhochschule schrieb er zahlreiche theatertheoretische Essays und später auch Prosa. 2000 und 2001 war er Jurymitglied des Nike-Literaturpreises.
Er war eine der herausragenden Persönlichkeiten des polnischen Theaters. Während seiner langen Intendanz am Teatr Wspólczesny inszenierte er polnische Erstaufführungen von Autoren wie Samuel Beckett und Bertolt Brecht sowie von amerikanischen Autoren. Es debütierten hier Regisseure wie Konrad Swinarski, und Autoren wie Sławomir Mrożek stellten hier ihre ersten Stücke vor. Die Stücke von Mrożek brachte er auch als Erster auf die deutschsprachigen Bühnen.
Erwin Axer über seine Regiearbeit: „Ich inszeniere für mein Vergnügen, weil Regie führen eine Beschäftigung ist und kein Beruf oder eine Profession.“

## Wichtige Inszenierungen
- 1946: Ich czworo von Gabriela Zapolska – Teatr Kameralny Domu Żołnierza – Łódź
- 1947: Die Glasmenagerie von Tennessee Williams – Teatr Kameralny Domu Żołnierza – Łódź
- 1949: Niemcy von Leon Kruczkowski – Teatr Współczesny – Warschau
- 1956: Kordian von Juliusz Słowacki – Teatr Narodowy – Warschau
- 1959: Biedermann und die Brandstifter von Max Frisch – Teatr Współczesny – Warschau
- 1961: Iphigenie auf Tauris von Johann Wolfgang von Goethe – Teatr Współczesny – Warschau
- 1962: Der aufhaltsame Aufstieg des Arturo Ui von Bertolt Brecht – Teatr Współczesny – Warschau
- 1962: Die Hochzeitsfeier von Stanisław Wyspiański – New York City
- 1963: Der aufhaltsame Aufstieg des Arturo Ui von Bertolt Brecht – Gorki-Theater in Leningrad
- 1965: Tango von Sławomir Mrożek – Teatr Współczesny – Warschau
- 1966: Tango von Sławomir Mrożek – Düsseldorfer Schauspielhaus (Berliner Theatertreffen)
- 1968: Drei Schwestern von Anton P. Tschechow – Düsseldorfer Schauspielhaus
- 1972: Macbeth von William Shakespeare – Teatr Współczesny – Warschau
- 1972: Onkel Wanja von Anton P. Tschechow – Münchner Kammerspiele (Berliner Theatertreffen)
- 1974: Lear von Edward Bond – Teatr Współczesny – Warschau
- 1976: Endspiel von Samuel Beckett – Akademietheater Wien
- 1976: Ein Fest für Boris von Thomas Bernhard – Teatr Współczesny – Warschau
- 1977: Die Möwe von Anton P. Tschechow – Burgtheater Wien
- 1979: John Gabriel Borkman von Henrik Ibsen – Schauspielhaus Zürich
- 1981: Triptychon von Max Frisch – Akademietheater Wien
- 1981: Die Schwärmer von Robert Musil – Burgtheater Wien (Berliner Theatertreffen)
- 1983: Nach Damaskus von August Strindberg – Bayerisches Staatsschauspiel
- 1987: Am Ziel von Thomas Bernhard – Schlossparktheater Berlin
- 1990: Der Theatermacher von Thomas Bernhard – Teatr Współczesny – Warschau
- 1990: Emigranten von Sławomir Mrożek – Schillertheater (Berlin)
- 1992: Mein Kampf von George Tabori – Thalia Theater Hamburg
- 1994: Liebe auf der Krim von Sławomir Mrożek – Teatr Współczesny – Warschau
- 1997: Am Ziel von Thomas Bernhard – Teatr Współczesny – Warschau

## Publikationen
- Listy ze sceny, Band 1, 1955; Band 2, 1957
- Sprawy teatralne, 1966
- Ćwiczenia pamięci, 1984, 1991, 1998, 2003
- Kłopoty młodości, kłopoty starości, 2006
- Z pamięci, 2006

## Auszeichnungen
- 1952: Offiziersorden Polonia Restituta
- 1954: Order Sztandaru Pracy II klasy
- 1959: Komturorden Polonia Restituta
- 1981: Order Sztandaru Pracy I klasy
- 1989: Abzeichen Zasłużony dla Kultury Polskiej